# Schnoienstraße (Güstrow)

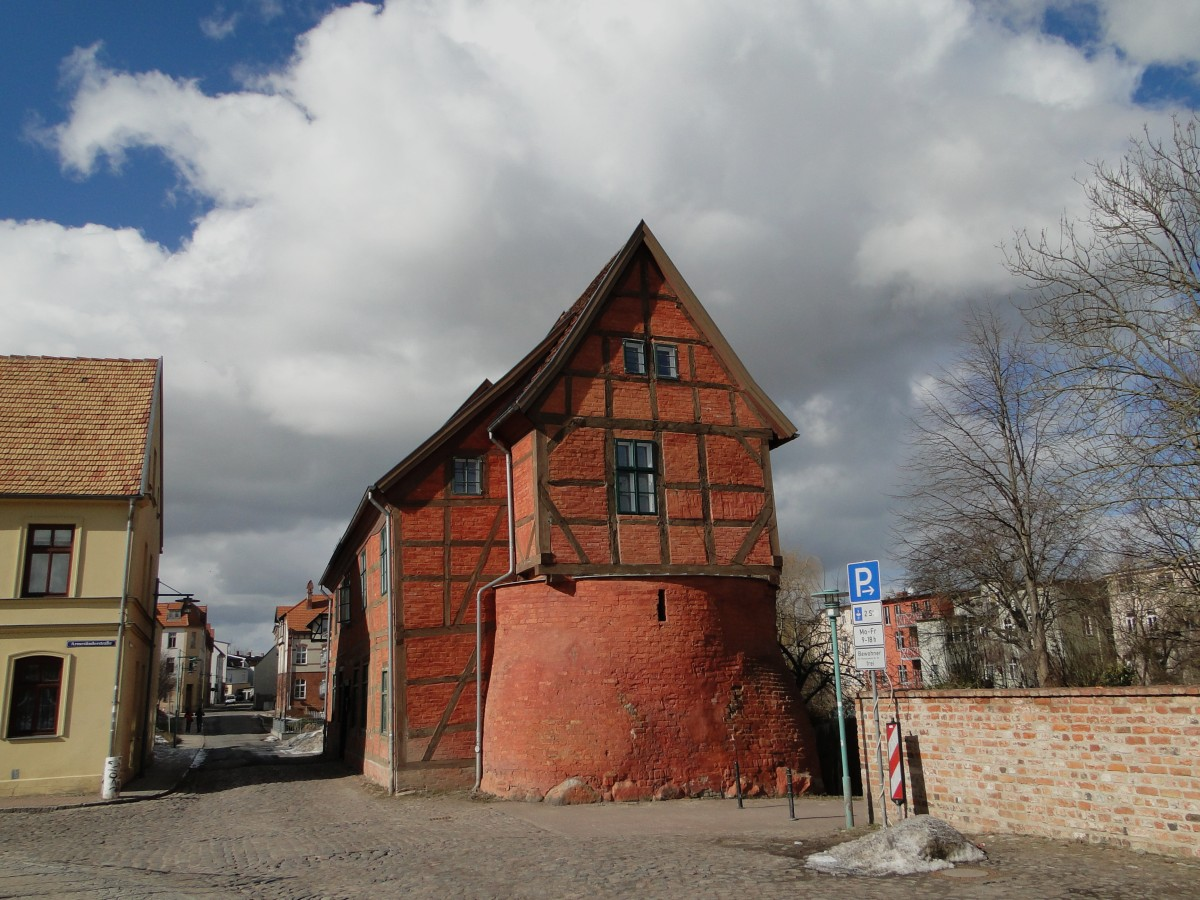
Straße mit Armesünderturm

Die historische Schnoienstraße in Güstrow liegt am Rande der nördlichen Altstadt. Sie führt in West-Ost-Richtung von der Wachsbleichenstraße bis zur Straße Flethstaken.

## Nebenstraßen

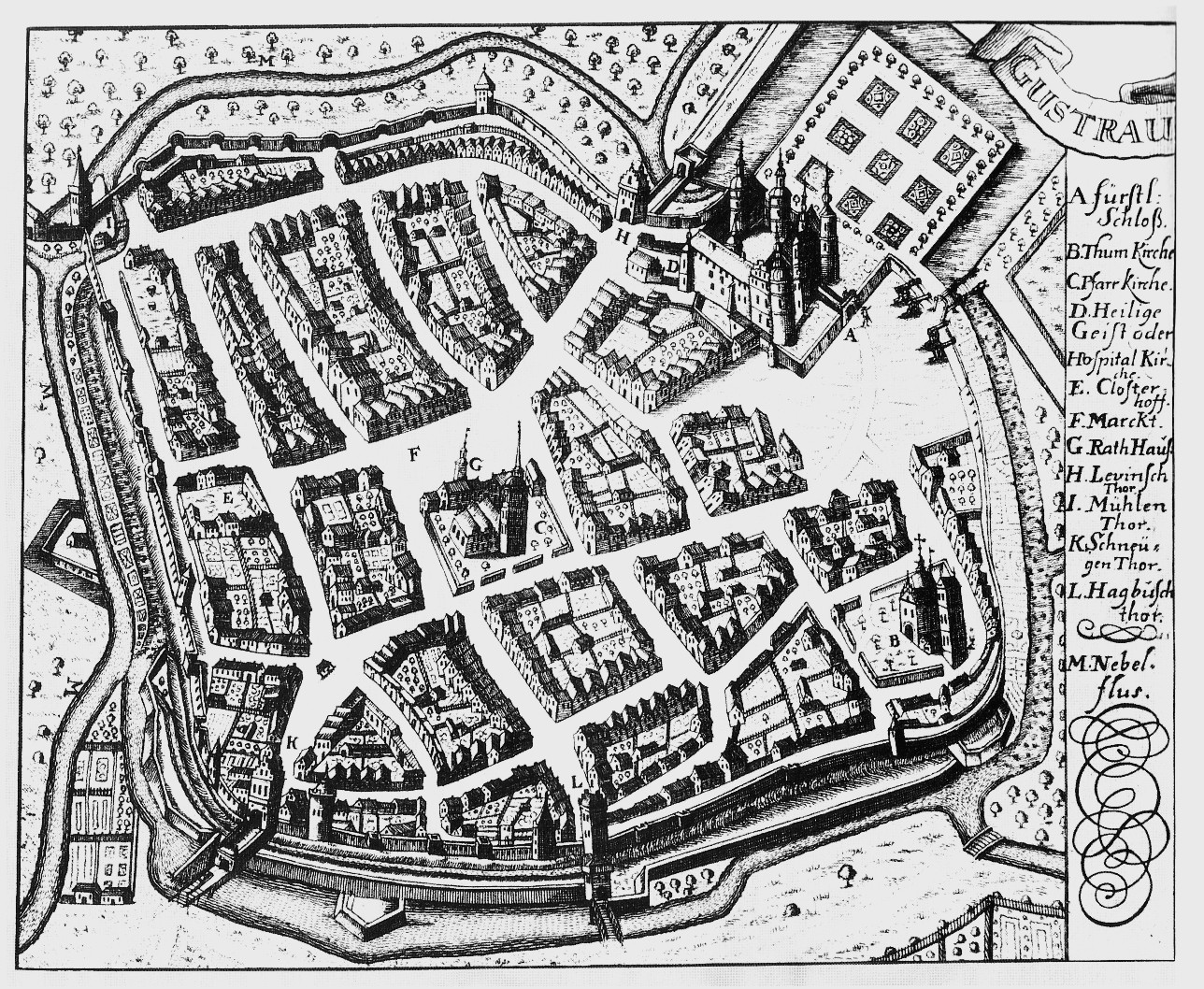
Güstrow 1706, Schnoienstraße links

Die Nebenstraßen und Anschlussstraßen wurden benannt als Wachsbleichenstraße nach einer Wachsbleiche zur Kerzenherstellung, Tiefetal auf Grund des Gefälles zur Bleicherstraße, Armesünderstraße mit dem früheren Armesünderturm als Verlies für Verbrecher, die von dort aus zum Hinrichtungsplatz geführt wurden, Turmstraße nach dem Armesünderturm und Flethstaken nach dem früheren Fleet zur Nebel.

## Geschichte

### Name
Die Straße wurde benannt als Schnoienmauer nach dem Altstadtviertel, danach dann der Schnoienturm und die Schnoienmauer als Teil der Güstrower Stadtmauer. Von 1876 bis 1905 hieß der Pferdemarkt Schnoienstraße. Diese Straße hieß bis 1931 Schnoienmauer.

### Entwicklung

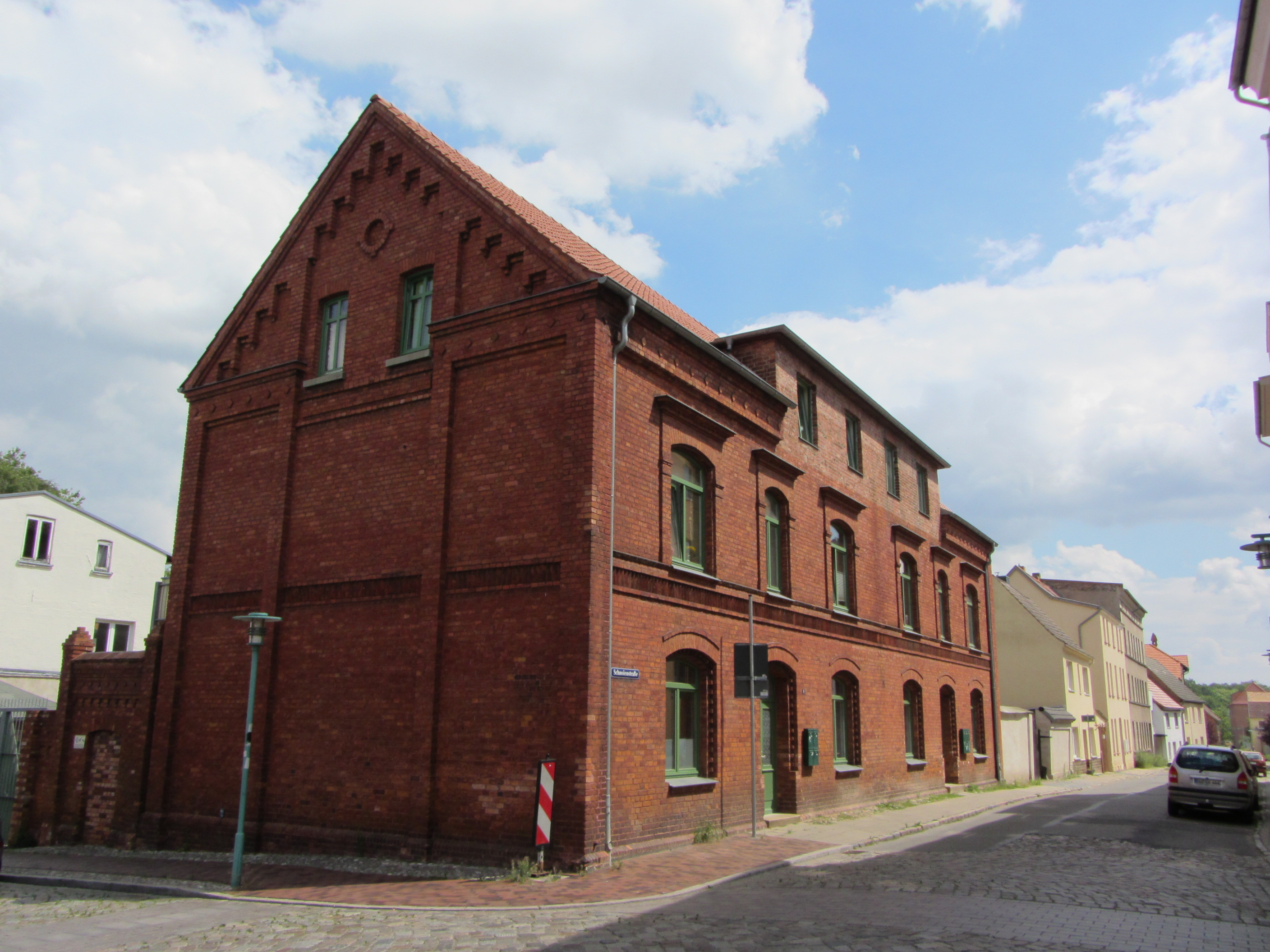
Nr. 1/2

Güstrow besteht seit um 1100 und war von 1229 bis 1436 sowie von 1556 bis 1695 Residenzstadt. Die slawische Burg und Schloss Güstrow prägten den Ort. Güstrow gliederte sich in Domviertel, Schnoienviertel, Mühlenviertel und Gleviner Viertel. Ab etwa 1246 entstand um die Altstadt eine Befestigungsanlage mit der Stadtmauer. Die Straße lag direkt neben der Schnoienmauer. Nach dem großen Stadtbrand von 1503 wurden viele Häuser neu erbaut. Die Stadtmauer ist nur noch an einigen Stellen erhalten, die Tore wurden abgebrochen. Die Straße kennzeichnet den früheren Verlauf der Mauer. Das Franziskanerkloster Güstrow lag von 1512 und 1555 zwischen Pferdemarkt und Schnoienstraße.
Ab 1991 wurde die historische Altstadt als früheres Nationales Flächendenkmal und nun Modellstadt der Städtebauförderung saniert und so auch die Straße und viele ihrer Häuser.

## Gebäude, Anlagen (Auswahl)
An der Straße stehen überwiegend zwei- und dreigeschossige Häuser. Die mit (D) gekennzeichneten Häuser stehen unter Denkmalschutz. Vor 1945 gab es andere Hausnummern.
- Nr. 1/2: 2-gesch. verklinkertes Wohnhaus (D), saniert in den 1990er Jahren
- Nr. 6: 3-gesch. historisierendes, sanierungsbedürftiges Wohnhaus von 1906 mit Mezzaningeschoss, Leerstand nach 1991,[4] saniert wohl nach 2019
- Nr. 11/12: 2-gesch. Altersheim mit Mezzaningeschoss von 1887 (D), heute betreutes Wohnen für Senioren
- Nr. 20: Rest vom mittelalterlichen Armesünderturm (D), darauf ein Fachwerkhaus, im Mittelalter war hier ein Verlies für Verbrecher, daneben steht ein Fachwerkhaus, in dem von 1589 bis 1859 der frühere Henker wohnte, die zum Tode Verurteilten verbrachten hier ihre letzte Nacht, um dann den „Gang ins Paradies“ durch die Paradiespforte über den Stadtgraben zur Hinrichtungsstätte anzutreten (Paradieswiese, heute Rosengarten),[5] nach 1991 saniert
- Nr. 20a: 2-gesch. historisierendes, verklinkertes ehem. Armenhaus (D) des Hülfsvereins für zunächst 19 Wohnungen und ca. 50 Personen, Anbau von 1896, nach Auflösung des Vereins Übernahme durch die Stadt, um 1948 Nutzung durch die sowjetische Armee, danach Pflegeheim, seit 1991 Diakonie Güstrow Pflegeheim Am Rosengarten mit Alt- und Neubau von 1996 und danach Sanierung des Altbaus[6]
- Nr. 26/26a/27: 2-gesch. Wohnhaus (D)
- Nr. 34a und 34b: 2- und 3-gesch. Wohnhäuser von 1912 in Baumeisterarchitektur
- Nr. 35: Stellplatz